# CVOG
De Christelijk Voortgezet Onderwijs Groep (CVOG) is een christelijke scholengroep in het zuidoosten van de provincie Utrecht. De volgende scholen behoren tot deze scholengroep: 
- Christelijk College Zeist (vmbo, lwoo)
- Christelijk Lyceum Zeist (vmbo-tl, havo, (tweetalig) atheneum, tweetalig gymnasium)
- Dijnselburgschool voor Praktijkonderwijs (praktijkonderwijs)
- Revius Lyceum Doorn (vmbo-tl, havo, (tweetalig) atheneum, tweetalig gymnasium)
- Revius Lyceum Wijk bij Duurstede (vmbo, havo, (tweetalig) atheneum, tweetalig gymnasium)

De voorzitter van het College van Bestuur is J. Kentson. Er wordt lwoo, vmbo, havo, atheneum en gymnasium gegeven op de scholen.